# Hamptjärnen (Grangärde socken, Västmanland)
Hamptjärnen är en sjö i Ludvika kommun i Dalarna och ingår i Norrströms huvudavrinningsområde.